# Битка код Руспине
Битка код Руспине одиграла се 4. јануара 46. п. н. е. у месту Руспина у северној Африци између римске популарске војске под заповедништвом Гаја Јулија Цезара и римске оптиматске војске под командом Тита Лабијена. Јулије Цезар се након пораза и губитка трећине војске повукао у утврђени логор.

## Цезарова инвазија на северну Африку
Након пораза у бици код Фарсала истакнуте присташе Гнеја Помпеја Великог побегле су у северну Африку, а радило се о Катону Млађем, Титу Лабијену, Метелу Сципиону и Марко Петреј. До тада Африка је била под контролом Помпејевога војсковође Публија Атија Вара. Цезар је припремио војску у Лилибају (данашња Марсала) на Сицилији са циљем да изврши инвазију на северну Африку. Због недостатка бродова није могао да пребаци целу војску у једној пловидби, а осим тога имао је проблема са снабдевањем, а ометало га је и зимско време. Цезар је окупио 6 легија и 2.000 коњаника. Јаки ветрови су ометали и разбили конвој, тако да су даље пловили у мањим групама. Копно су угледали 28. децембра 47. п. н. е. и онда је тражио место погодно за искрцавање. Искрцао се крај Хадрумента, који су држале непријатељске снаге. Заједно са Цезаром у тренутку искрцавања било је 3.000 легионара и 150 коњаника.

## Успоставља базу крај Руспине
Цезар се улогорио крај Хадрумента не подузимајући ништа, али исто тако се суздржавао и од пљачке. Морао је да чека да се окупи расштркана флота и да се искрца крај њега. Није имао довољно војске да започне опсаду Хадрумента, па је напустио логор. Током кретања нумидијска коњица је нападала Цезарову војску. Током 1. јануара 46. п. н. е. успоставио је нови логор крај Руспине (у данашњем Тунису). Након тога без борбе предао му се град Лептис, а ту је стигао део залутале флоте. Док је чекао преостали део флоте послао је писма у Сардинију и осталима да му пошаљу војску и снабдевање, а празне бродове је послао по нову војску. Цезар се након неког времена вратио у Руспину остављајући у Лептису шест кохорти. У логору у Руспини сакупљао је жито, које је пљачкао по околном подручју.

## Почетни распоред снага
Цезар је располагао са 30 кохорти, 400 коњаника и 150 стрелаца. У сусрет њему долазила је републиканска војска под заповедништвом Тита Лабијена. Тит Лабијен је располагао са 8.000 нумидијских коњаника, 1.600 галских и германских коњаника, а располагао је и са 32.000 пешака. Предност републиканске војске је била надмоћ у коњици, а и бројчана надмоћ. Тит Лабијен је коњицу помешао са лаком пешадијом и стрелцима, а на крила је исто тако распоредио коњицу. Војску је сабио у густу формацију, па је Цезар из даљине погрешно помислио да се ради углавном о пешадији. Цезар је због тога своју војску развио у једној линији кохорти, а уобичајено је било да се развија у три линије. У једну линију је развио, јер није располагао са довољно војске, па је претило да га наткриле. Цезар је своју малобројну коњицу распоредио на крила не знајући да непријатељ има толико надмоћнију коњицу.

## Почетак битке
Када су се две војске приближиле Тит Лабијен је раширио своју војску, тако да је по ширини лако обухватио и почео да опкољава Цезарову војску. Цезарова легионарска војска се по први пут срела са новом тактиком локалне нумиђанске лаке војске, која би испаљивала стреле или копља, повлачила се и поново испаљивала салве пројектила. Били су помешани са коњицом, која би их штитила. Цезарови легионари би очајнички кренули напред, али чим би се мало одвојили од реда били би изложени и рањавани стрелама са стране.

## Опкољена Цезарова војска успева да се пробије
Цезар је због тога наредио да се не сме излазити из поретка за више од 4 корака. У међувремену нумиђанска коњица је опколила Цезарову војску са свих страна, која је онда била принуђена да оформи круг. Већину Цезарове војске чинили су неискусни војници, па се нервоза лако раширила целом војском. Цезар је онда наредио да се свака друга кохорта окрене унатраг. На тај начин поново је оформио поредак од две линије кохорти. Једни су били окренути коњици, која је нападала одострага, а други су остали фронтално усмерени. Наредио је општи напад, па је успео да разбије непријатељску линију и на левом и десном крилу, да их потисне и пробије се. Након кратког гањања Цезарова војска се повукла у свој логор.

## Обнова битке
У међувремену Титу Лабијену стигло је појачање. Радило се о Марку Петреју и Гнеју Писону са 1.200 нумиђанских коњаника и са много више пешака. Заједно са осталом војском напали су поново Цезарову војску, која се повлачила. Цезар је поново био принуђен да успостави бојни поредак и да се брани. Међутим војска му је била уморна, а поготово преостала коњица. Ипак и републиканска војска је била уморна пошто се приближавала ноћ. Цезар је охрабрио своју војску да учине последњи напор и издрже, а онда је покренуо контранапад и потиснуо је републиканску војску. Након тога повукао се у поретку у свој логор. Марко Петреј је рањен при крају битке, а Лабијен се лагано повредио при паду са коња.

## Последице
Иако је изгубио битку Цезар је успео да очува већи део своје војске. Републиканска војска је спречила Цезара да крене у снабдевање. Цезар је успео да побегне и након тога добро је утврдио Руспину, а морнари су морали да служе као лака пешадија. Када му је стигло појачање Цезар је касније кренуо у офанзиву, која се окончала неколико месеци касније одлучујућом битком код Тапса.